# 高田时雄
高田时雄（日语：高田時雄；1949年6月—），大阪府大阪市人，京都大学毕业，日本的文献学者、敦煌学者。

## 生平
1949年6月、高田时雄出生在大阪府大阪市。1968年4月，高田时雄考入京都大学文学部，学习中国语言和中国文学。1972年4月读研究生，1979年3月毕业。大学期间的1976年9月至1980年1月到法国社会科学高等学院留学。
1981年至1983年，高田时雄任职小樽商科大学副教授。1983年至1997年，京都大学副教授，1997年4月升任教授，2014年3月退休并且出任名誉教授。2016年2月至2022年1月，高田时雄受聘出任复旦大学特聘教授。

## 著作
- . 上海市: 上海古籍出版社. 2007. ISBN 9787532547234.

- . 北京市: 中华书局. 2018-04-01. ISBN 9787101130546.

- 郑炳林; 高田时雄. . 甘肃省兰州市: 甘肃教育出版社. 2019-11-01. ISBN 9787542347572.